# Dietmar Hennecke
Dietmar K. Hennecke (* 16. August 1939 in Düsseldorf; † 2. Dezember 2023 in München) war ein deutscher Maschinenbauingenieur.

## Leben und Wirken
Dietmar Hennecke studierte von 1959 bis 1964 Maschinenbau an der RWTH Aachen. Durch ein Stipendium der Volkswagenstiftung wurde er Research Fellow an der University of Minnesota, USA. 1970 promovierte er bei Ernst Eckert (1904–2004). Anschließend war er im Entwicklungsbereich von MTU Aero Engines in München tätig. Von 1984 bis 2004 war er Professor im Fachbereich Maschinenbau der Technischen Universität Darmstadt. Er war bis zu seiner Pensionierung Leiter des Fachgebiets Flugantriebe, ab 1993 Gasturbinen und Flugantriebe. In dieser Zeit forschte Hennecke auf den Gebieten der Transsonik-Verdichter, Verdichterstabilität, Mischvorgänge in Brennkammern und Turbinenschaufelkühlung.
1994/95 war er Dekan des Fachbereichs Maschinenbau.
Hennecke war lange Jahre im Kuratorium der TU Darmstadt Stiftung aktiv. Daneben war er von 2006 bis 2022 stellvertretender Vorstandsvorsitzender und Vorsitzender des Beirats der Fritz und Margot-Faudi-Stiftung mit Sitz in Frankfurt/M.
Dietmar Hennecke starb am 2. Dezember 2023 im Alter von 84 Jahren.

## Ehrungen und Auszeichnungen
- 2015: Ludwig-Prandtl-Ring der Deutschen Gesellschaft für Luft- und Raumfahrt (DGLR)
- 2017: Erasmus-Kittler-Medaille der TU Darmstadt